# Gare de Outwood
La gare de Ouwood est une gare ferroviaire du Royaume-Uni, située dans la banlieue de Outwood dans le Wakefield, dans le  Yorkshire de l'Ouest en Angleterre. 
Les services à partir de Outwood sont opérés par Northern Rail.